# Ljania bipapillata
Ljania bipapillata är en kvalsterart. Ljania bipapillata ingår i släktet Ljania och familjen Axonopsidae.

## Underarter
Arten delas in i följande underarter:
- L. b. bipapillata
- L. b. pupurea